# Joaquim Sellés i Codina
Joaquim Sellés i Codina (Barcelona, 1906 — Barcelona, 15 de maig de 1995) fou un arquitecte català.
Era fill de l'arquitecte Salvador Sellés i Baró. Estudià a l'Escola de Barcelona (1923-1930). Treballà per a l'Ajuntament de Barcelona del 1931 al 1976, on fou cap del Servei de Sanitat i Beneficència (1950-1956), del Servei d'Edificis Administratius (1956-1967) i del Servei d'Abastaments i Patrimoni Municipal (1967-1976). Com a arquitecte, va construir de l'edifici dels jutjats (amb Joaquim Porqueres i Banyeres), la Clínica Puigvert, la Clínica Corachán, l'Hospital de l'Esperança, l'Asil del Port (després Escola Bàrkeno), el Cinema Verdi i el Frontó Chiqui (Txiki-Alai). També restaurà l'església de Sant Jaume de Barcelona.